# Boutoko
Boutoko är en ort i Burkina Faso.   Den ligger i regionen Centre-Ouest, i den centrala delen av landet, 80 km sydväst om huvudstaden Ouagadougou. Boutoko ligger 324 meter över havet och antalet invånare är 1 233.
Terrängen runt Boutoko är platt. Närmaste större samhälle är Mariou, 11,7 km nordost om Boutoko.
Omgivningarna runt Boutoko är en mosaik av jordbruksmark och naturlig växtlighet. Runt Boutoko är det ganska tätbefolkat, med 56 invånare per kvadratkilometer.